# Max Guevara
Max Guevara è un personaggio di finzione della serie televisiva cyberpunk Dark Angel, creata da James Cameron e Charles H. Eglee. Interpretata in entrambe le stagioni da Jessica Alba nella versione adulta e da Geneva Locke nei flashback riguardanti la sua infanzia, è protagonista, oltre che della serie televisiva, anche di tre romanzi e un videogioco.

## Storia
Max Guevara, nome in codice X5-452, è nata nei laboratori governativi di Menticore, dove gli scienziati che vi lavoravano avevano come obiettivo quello di creare un super soldato geneticamente potenziato. Nel 2009, all'età di 9 anni, Max riesce a scappare dal centro insieme ad altri 11 bambini, nascondendosi ed allontanandosi grazie all'aiuto di Hanna, un'infermiera che lavorava nella struttura. 
La serie incomincia seguendo le avventure di Max ormai diciannovenne che vive in una Seattle post apocalittica, dopo che un impulso elettromagnetico rilasciato nell'atmosfera ha distrutto tutti i dispositivi elettrici presenti negli Stati Uniti, creando povertà e caos in tutta la nazione.
La ragazza lavora come pony express per la "Jam Pony X – Press", e per arrotondare lo stipendio commette piccoli furti. Durante uno di questi conosce Logan Cale, un giornalista che opera in segreto con lo pseudonimo di "Solo Occhi"; quest'ultimo, riconosciuto il codice a barre che Max ha tatuato sul collo, le propone un patto: collaborare con lui in cambio di un aiuto nella ricerca dei bambini fuggiti con lei dieci anni prima.
Come i suoi "fratelli" ha un codice a barre tatuato sul retro del collo che la identifica con una sequenza numerica (332960073452). Creata per essere il soldato perfetto, Max è estremamente forte, atletica ed agile, può vedere al buio, a forte distanza, resistere sott'acqua per lunghi periodi e ha una memoria fotografica.
Possiede un DNA felino, ama le moto e le corse ad alta velocità. Allo stesso tempo è vittima di un errore genetico che le causa crisi che gestisce mediante supplementi di triptofano.

## Ricezione
Nel 2004, Max è stata inserita al numero 17 della TV Guide's list dei "25 Greatest Sci-Fi Legends."
Jessica Alba, per questo ruolo ha vinto il premio come "migliore attrice televisiva" alla 27ª edizione dei Saturn Awards, il 
"Breakout Star of the Year" al TV Guide Awards, l'"Outstanding Actress in a New Television Series".
In generale viene considerata come un personaggio femminista e un simbolo dell'empowerment femminile.

## Creazione
Dopo il successo del film Titanic, James Cameron e Charles H. Eglee creano la casa di produzione Cameron/Eglee Productions, ed iniziano a pensare alla realizzazione di una serie televisiva da cui nascerà l'idea di Dark Angel, la cui protagonista doveva essere una ragazza apparentemente normale ma diversa a livello genetico. Più di un centinaio di attrici vennero prese in considerazione per il ruolo di Max prima che la parte venisse affidata a Jessica Alba. Cameron affermò di essere rimasto impressionato dalle sue doti recitative tanto da sceglierla prima ancora che la sceneggiatura fosse terminata. Per questo ruolo la Alba studiò arti marziali, ginnastica e prese lezioni di guida per la moto.